# Persoonia adenantha
Persoonia adenantha (лат.) — кустарник или небольшое дерево, вид рода Персоония (Persoonia) семейства Протейные (Proteaceae), эндемик штатов Квинсленд и Новый Южный Уэльс в Австралии. Вид имеет сходство с Persoonia cornifolia и Persoonia stradbrokensis.

## Ботаническое описание
Persoonia adenantha — прямостоячий кустарник или небольшое дерево, вырастающее до высоты 2,5-9 м с опушёнными молодыми ветвями, в то время как его более старые стебли покрыты гладкой корой. Листья плоские, узкие, эллиптические или копьевидные, с загнутыми вниз краями 30-140 мм в длину и 6-30 мм в ширину, в молодом возрасте опушены, зрелые листья — гладкие. Цветки жёлтые, расположены группами, каждый цветок с прямой волосистой цветоножкой 1-4 мм в длину. Цветок состоит из четырех листочков околоцветника длиной 10-13 мм, сросшихся у основания, но с загнутыми назад кончиками. Листочки околоцветника на конце имеют отчётливый заострённый кончик. Центральный столбик окружён четырьмя жёлтыми пыльниками, которые также соединены у основания, с загнутыми назад кончиками, так что при взгляде сверху они образуют крест. Цветение происходит с ноября по апрель. Плоды — зелёные костянки .
Эта персоония была известна как Persoonia cornifolia подвид B. В окрестностях городка Казино вид иногда скрещивается с P. stradbrokensis.

P. adenantha
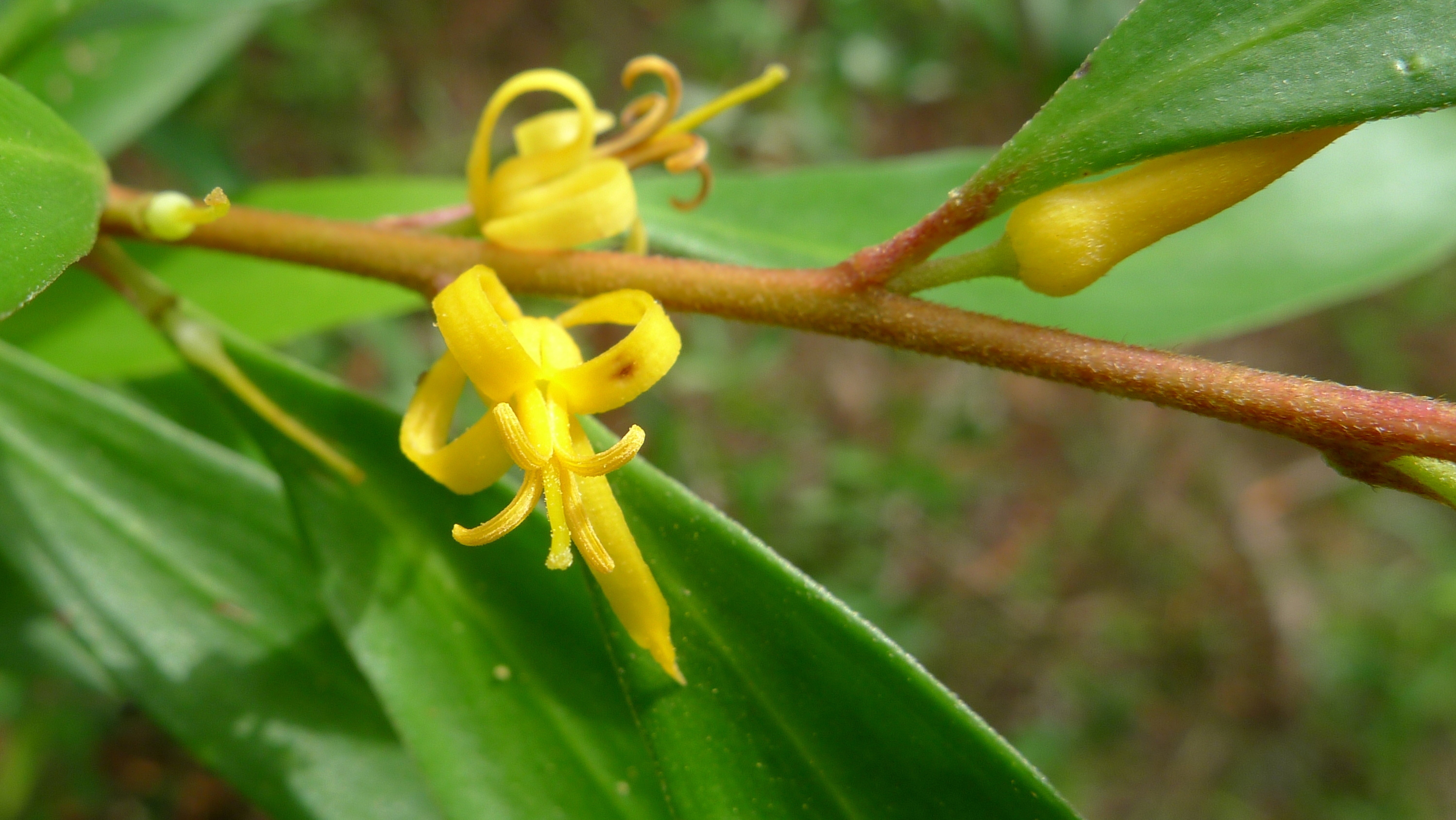
Цветки
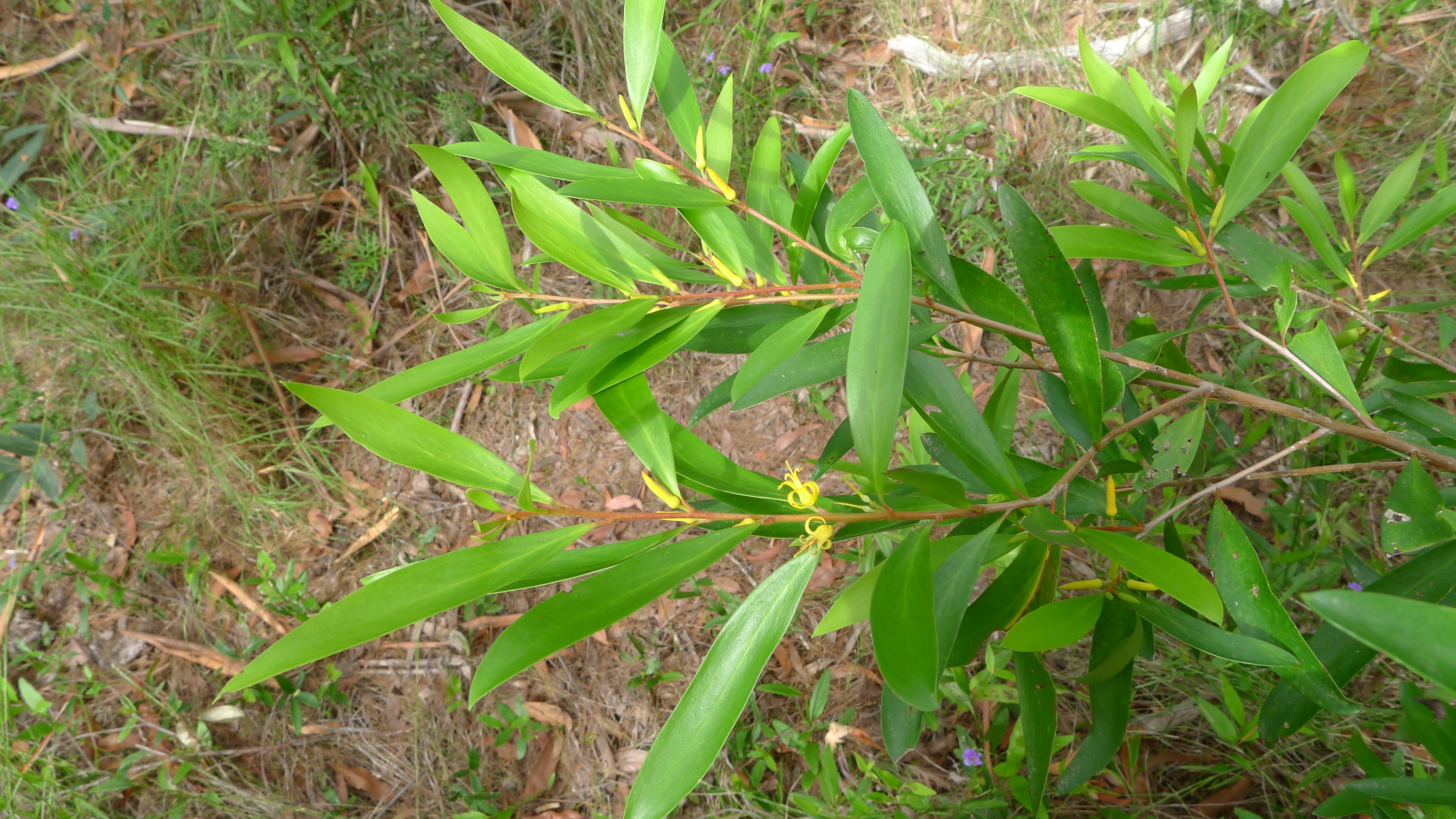
Листья
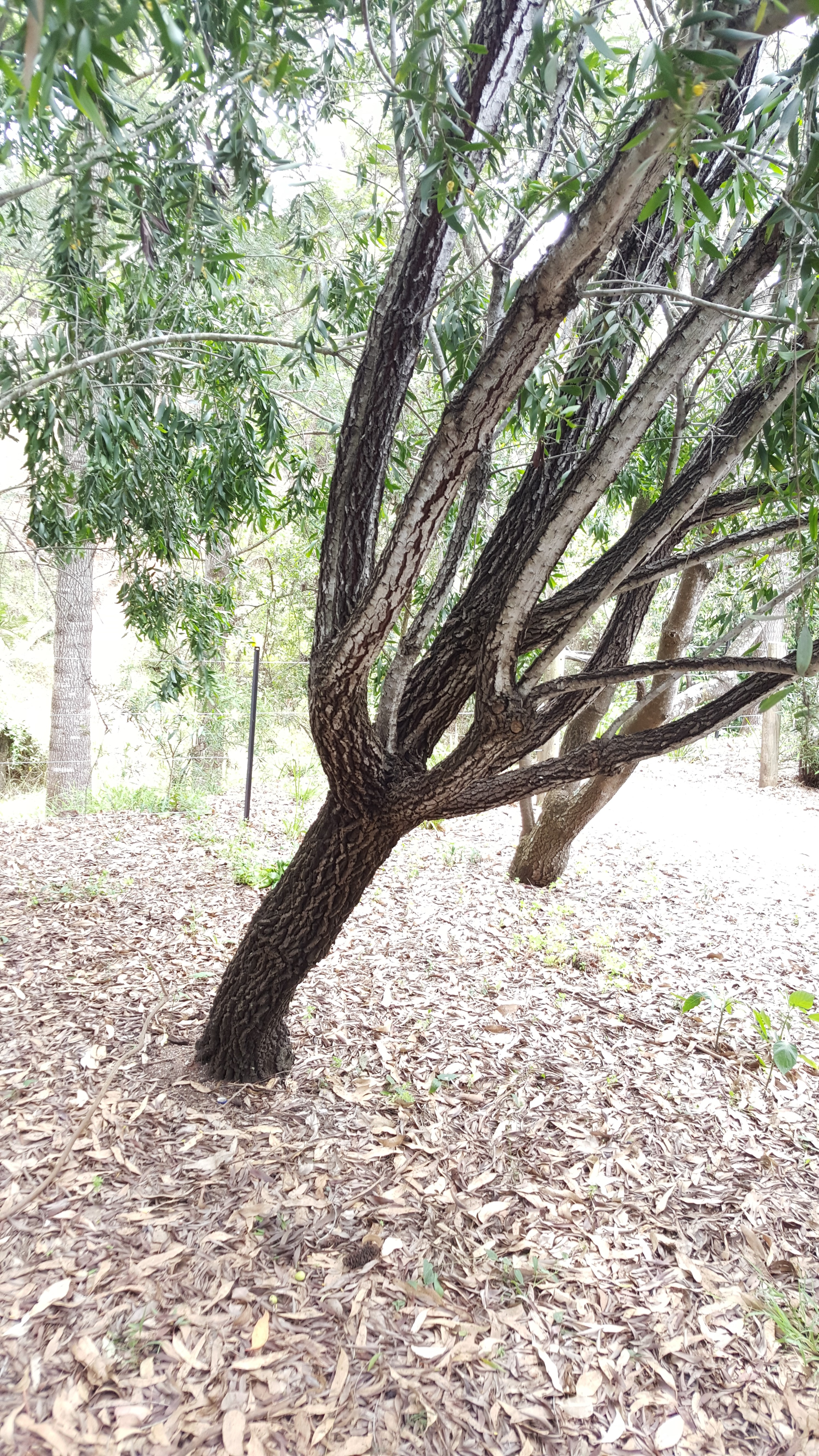
Ствол

## Таксономия
Впервые вид был официально описан чешским ботаником Карелом Домином в 1921 году по экземпляру, собранному в лесу у реки Логан. Описание опубликовано в журнале Bibliotheca Botanica. Видовой эпитет — от древнегреческого слова, означающего «железа».

## Распространение
Persoonia adenantha — эндемик австралийских штатов Квинсленд и Новый Южный Уэльс. Растёт на пустошах, в лесах и тропических лесах между Пимпамой и горами Тамборин на юго-востоке Квинсленда и на юге до Эванс-Хед в Новом Южном Уэльсе.

## Культивирование
Вид может культивироваться как растение для живой изгороди. Требуют хорошего дренажа